# Да бъдеш Джон Малкович
Да бъдеш Джон Малкович (на английски: Being John Malkovich) e драматична фентъзи комедия, режисирана от Спайк Джоунс, която излиза на екран през 1999 година. Главните роли се изпълняват от Джон Кюсак, Джон Малкович, Катрин Кийнър и Камерън Диаз.
Сценарият, написан от Чарли Кауфман, разказва историята на безработния кукловод Крейг Шварц (Кюсак), който, намирайки си работа като чиновник в странна фирма, открива в офиса портал към съзнанието на актьора Джон Малкович.
Филмът получава вълна от положителни оценки на критиката. На 72-рата церемония по връчване на наградите „Оскар“, „Да бъдеш Джон Малкович“ е номиниран за отличието в 3 от главните категории – за най-добър режисьор, най-добър оригинален сценарий и най-добра поддържаща женска роля за изпълнението на Катрин Кийнър.
През 2008 година списание Empire включва произведението в класацията си „500 най-велики филма за всички времена“. Изпълнението на Джон Малкович като себе си е включено от списание „Premiere“ в листата „100 най-велики филмови герои“.

## История
Сценаристът Чарли Кауфман изпраща сценария си на Франсис Форд Копола веднага след като го написва. Копола харесва сценария изключително много и го показва на зет си – режисьора Спайк Джоунс, който от своя страна също остава очарован от идеята. Джоунс се обръща към Кауфман с готовност да се заеме с режисирането.
Режисьорът твърди в интервю, че когато са започнали придвижването на продукцията в Холивуд, поне един продуцент е попитал дали не може сценарият да се пренапише като „Да бъдеш Том Круз“. Авторите се обръщат към Джон Малкович, който е поредният харесал много сценария, но той и агентите му отговарят, че според тях някой друг актьор ще пасне по-добре на историята. Все пак Малкович предлага помощта си за продуцирането на филма, но отказва да играе в него. В крайна сметка след няколко години актьорът се оставя да бъде убеден и поема ролята.

## В ролите
| Актьор         | Роля                              |
| -------------- | --------------------------------- |
| Джон Малкович  | Джон Хорацио Малкович (себе си)   |
| Джон Кюсак     | Крейг Шварц (безработен кукловод) |
| Катрин Кийнър  | Максин Лунд                       |
| Камерън Диаз   | Лоти Шварц                        |
| Орсън Бийн     | д-р Лестър                        |
| Мери Кей Плейс | Флорис                            |
| Нед Белами     | Дерек Мантини                     |
| К. К. Додс     | Уенди                             |

## Награди и номинации
| Категория                                                 | Номиниран(и)                         | Резултат                |
| Оскар (26 март 2000 г.)                                   | Оскар (26 март 2000 г.)              | Оскар (26 март 2000 г.) |
| --------------------------------------------------------- | ------------------------------------ | ----------------------- |
| Най-добър режисьор                                        | Спайк Джоунс                         | номинация               |
| Най-добър оригинален сценарий                             | Чарли Кауфман                        | номинация               |
| Най-добра поддържаща женска роля                          | Катрин Кийнър                        | номинация               |
| Награда на БАФТА (9 април 2000 г.)                        |                                      |                         |
| Най-добър оригинален сценарий                             | Чарли Кауфман                        | награда                 |
| Най-добър филмов монтаж                                   | Най-добър филмов монтаж              | номинация               |
| Най-добра актриса в поддържаща роля                       | Камерън Диас                         | номинация               |
| Златен глобус (23 януари 2000 г.)                         |                                      |                         |
| Най-добър филм – мюзикъл или комедия                      | Най-добър филм – мюзикъл или комедия | номинация               |
| Най-добър сценарий                                        | Чарли Кауфман                        | номинация               |
| Най-добра поддържаща актриса                              | Камерън Диас                         | номинация               |
| Най-добра поддържаща актриса                              | Катрин Кийнър                        | номинация               |
| Сателит (16 януари 2000 г.)                               |                                      |                         |
| Най-добър филм – мюзикъл или комедия                      | Най-добър филм – мюзикъл или комедия | награда                 |
| Най-добра актриса в поддържаща роля в мюзикъл или комедия | Катрин Кийнър                        | награда                 |
| Най-добър оригинален сценарий                             | Чарли Кауфман                        | номинация               |
| Най-добра актриса в поддържаща роля в мюзикъл или комедия | Камерън Диас                         | номинация               |
| Небюла                                                    |                                      |                         |
| Най-добър сценарий                                        | Чарли Кауфман                        | номинация               |
| Хюго                                                      |                                      |                         |
| Най-добро сценично представяне                            | Чарли Кауфман и Спайк Джоунс         | номинация               |
| Сатурн (6 юни 2000 г.)                                    |                                      |                         |
| Най-добър фентъзи филм                                    | Най-добър фентъзи филм               | награда                 |
| Най-добър сценарий                                        | Чарли Кауфман                        | награда                 |
| Най-добра актриса                                         | Катрин Кийнър                        | номинация               |
| Емпайър (19 февруари 2001 г.)                             |                                      |                         |
| Най-добър дебют                                           | Спайк Джоунс                         | номинация               |